# Xã Newbury, Quận Geauga, Ohio
Xã Newbury (tiếng Anh: Newbury Township) là một xã thuộc quận Geauga, tiểu bang Ohio, Hoa Kỳ. Năm 2010, dân số của xã này là 5.537 người.